# Воллерау
Воллерау (нім. Wollerau) — громада в Швейцарії в кантоні Швіц, округ Гофе.

## Географія
Громада розташована на відстані близько 105 км на схід від Берна, 20 км на північ від Швіца.
Воллерау має площу 6,3 км², з яких на 30,6 % дозволяється будівництво (житлове та будівництво доріг), 53,1 % використовуються в сільськогосподарських цілях, 14,1 % зайнято лісами, 2,2 % не є продуктивними (річки, льодовики або гори).

## Демографія
2019 року в громаді мешкало 7299 осіб (+5,5 % порівняно з 2010 роком), іноземців було 25,3 %. Густота населення становила 1159 осіб/км².
За віковим діапазоном населення розподілялося таким чином: 16,9 % — особи молодші 20 років, 62,5 % — особи у віці 20—64 років, 20,6 % — особи у віці 65 років та старші. Було 3178 помешкань (у середньому 2,3 особи в помешканні).
Із загальної кількості 4381 працюючого 69 було зайнятих в первинному секторі, 739 — в обробній промисловості, 3573 — в галузі послуг.